# Branko Cvetković
Branko Cvetkovic (Бранко Цветковић en serbio) (Granočanica, Yugoslavia, 5 de marzo de 1984) es un jugador serbio de baloncesto. Mide 2,00 metros de altura y ocupa la posición de alero. 

## Biografía
En sus inicios como profesional fue considerado como uno de los jugadores con más proyección de Serbia, ya ha sido internacional absoluto con la selección de su país.
Entre sus logros profesionales, destaca los títulos de la Liga del Adriático que consiguió en el 2006 y el de la Copa de Serbia 2007 que ganó cuando militaba en las filas del FMP Zeleznik.
En la temporada 2007-08 ficha por el Akasvayu Girona de la liga ACB convirtiéndose en uno de los máximos responsables de que el equipo catalán llegara a alcanzar la final de la copa ULEB, así como a jugar los play-offs de la liga ACB. Concluyó la temporada con unas medias de 8.9 puntos y 2.1 rebotes en 21 minutos de media por partido.
Pedro Martínez, que fue su entrenador en el Akasvayu le definió como: “jugador exterior polivalente, físico y con margen para mejorar. Puede anotar de varias maneras y, pese a su juventud, ya ha competido a un gran nivel en competiciones europeas”.
En la temporada 2008-09, tras la desaparición por motivos extra-deportivos del Akasvayu, fichó por Panionios de Atenas donde pudo disputar la Euroliga. Sus números en el conjunto griego fueron de 8.8 puntos y 2.8 rebotes en 21 minutos en liga y de 2.1 puntos y 2 rebotes en 26.8 minutos en Euroliga. Al final de dicha temporada regresó a la liga ACB para sustituir al lesionado Paolo Quinteros en el Basket Zaragoza 2002 con el objetivo, que finalmente no pudo cumplirse de ayudar a lograr la permanencia del equipo maño.
La temporada 2009/10 formó parte de la plantilla del Scavolini Pesaro de la LEGA italiana donde promedió 12.5 puntos y 2.9 rebotes por partido. En verano de 2010 se confirmó su marcha del club transalpino y su fichaje por el BC Donetsk de la liga ucraniana.
Cvetkovic jugó tres campañas en el Astana, donde la última temporada tuvo unas estadísticas de 12,5 puntos, 2,8 rebotes y 1,5 asistencias con un 39% en triples y 89,4% en tiros libres jugando una media de casi 22 minutos por encuentro.
En 2015 el alero internacional serbio se convierte en nuevo jugador del Montakit Fuenlabrada. El jugador vuelve a España,  donde jugó la temporada 2007/2008 con el Akasvayu Girona, campaña en la que los gerundenses se proclamaron subcampeones de la Eurocup. En ACB promedió aquel curso 9 puntos por partido con un 37% en triples y 88% en tiros libres en 21 minutos de juego por partido con sólo 23 años de edad. 

## Trayectoria profesional
- 2001-04. Spartak Subotica.  Serbia
- 2004-05. KK Borac Cacak.  Serbia
  - 04/2005. Reflex Belgrado.  Serbia
- 2005-06. Reflex Belgrado.  Serbia
- 2006-07. FMP Zeleznik Belgrado.  Serbia
- 2007-08. Akasvayu Girona. liga ACB.  España
- 2008-09. Panionios de Atenas. liga HEBA  Grecia
- 2009. Basket Zaragoza 2002. liga ACB  España
- 2009. FMP Zeleznik.  Serbia
- 2009-10. Scavolini Pesaro. LEGA.  Italia
- 2010-11. BC Donetsk.  Ucrania
- 2011-15. BC Astana Tigers.  Kazajistán
- 2015. Baloncesto Fuenlabrada. liga ACB  España
- 2016. Tadamon Zouk.  Líbano
- 2016. Guaros de Lara.  Venezuela
- 2017- Sporting Al Riyadi Beirut.  Líbano